# Bob Mionske

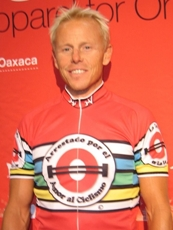
Bob Mionske 2007

Robert „Bob“ Charles Mionske (* 26. August 1962 in Madison (Wisconsin) oder Evanston (Illinois)) ist ein ehemaliger US-amerikanischer Radrennfahrer und nationaler Meister im Radsport.

## Sportliche Laufbahn
Mionske war im Straßenradsport aktiv. 1988 war er Teilnehmer der Olympischen Sommerspiele in Seoul. Im olympischen Straßenrennen kam er beim Sieg von Olaf Ludwig auf den 4. Platz. 1992 war er erneut bei den Spielen in Barcelona dabei. Im olympischen Straßenrennen wurde er auf dem 75. Rang klassiert.
Mionske nahm 1991 an den Panamerikanischen Spielen teil und belegte den 6. Platz im Straßenrennen. 1987 siegte er im Etappenrennen Tour of New Zealand. 
1990 gewann er die nationale Meisterschaft im Straßenrennen, 1988 war er bereits Vize-Meister. Acht Jahre lang war er Mitglied der Nationalmannschaft. Mehrfach startete Mionske bei den UCI-Straßen-Weltmeisterschaften. Er gewann rund 100 Rennen in seiner Laufbahn. 1993 fuhr er eine Saison als Radprofi. 1994 beendete er seine Karriere.

## Berufliches
Nach seiner aktiven Laufbahn war er kurzzeitig als Sportlicher Leiter im Radsportteam Saturn Cycling Team tätig. Er studierte Rechtswissenschaften und wurde Anwalt. Er ist Verfasser des Buches Your Rights as a Cyclist. Er setzt sich insbesondere für die Rechte von Radfahrern ein.